# إرنست إيلرز
إرنست إيلرز (بالألمانية: Ernst Ehlers)‏ هو عالم حيوانات وكاتب وأستاذ جامعي ألماني، ولد في 11 نوفمبر 1835 في لونبورغ في ألمانيا، وتوفي في 31 ديسمبر 1925 في غوتينغن في ألمانيا.